# Eken Mine
Eken Mine (峰 恵研 Mine Eken?) (15 de febrero de 1935 - 6 de febrero de 2002) fue un seiyū de la Prefectura de Nagasaki, Japón. Ha participado en series como Candy Candy, Kamen Rider y DNA², entre otras.
Murió el 6 de febrero de 2002, por insuficiencia cardíaca.

## Roles Interpretados[1]

### Series de Anime
1968
- Sabu to Ichi Torimono Hikae como Junai Makabe (ep 3), Koyoshi (ep 4), Kurata (ep 30) y Yotarouchi (ep 2).

1969
- Dororo to Hyakkimaru como Sakuzaemon.
- Sazae-san como Hama y Nanbutsu Isasaka (hasta su fallecimiento).

1971
- Genshi Shōnen Ryū como Karimu.
- Lupin III como Ivanov (ep 10).

1974
- Heidi como Shutoral.

1975
- La Seine no Hoshi como Riyon.

1976
- Candy Candy como García.
- Marco como Federico.

1977
- Rascal, el mapache como Federiko.

1978
- Haikara-san ga Tooru como Ookouchi.

1980
- Ashita no Joe 2 como Shioya.
- Astroboy (1980) como Walpurgis (ep 20).

1987
- Anime Sanjushi como Bonacieux.
- Mister Ajikko como Eiikichi.

1989
- Jungle Book: Shōnen Mowgli como Boggy.

1990
- Karasu Tengu Kabuto como Byakuryū.

1992
- Hime-chan no Ribbon como el Padre de Erika.

1994
- DNA² como Saburō Kurimoto.
- Mahōjin Guru Guru como el Padre de Toma.

1995
- Los cielos azules de Romeo como Beppo y el Jefe de Policía Moretti.

1997
- Berserk como el Abuelo de Collette (ep 1).
- Chō Mashin Eiyūden Wataru como Hikari no Shishi.

### Especiales
1998
- Otoko wa Tsurai yo - Torajirō Wasurenagusa como el Presidente Tako.

### OVAs
1987
- Bubblegum Crisis como Shaochi Chang (ep 7).
- Sengoku Kidan Yōtōden como Ryoan.

1988
- Legend of the Galactic Heroes como Montague (ep 13).

1989
- Ariel como el Prof. Amamoto.

1990
- Mobile Suit SD Gundam: SD Gundam Legend como el Rey Konskon.

1991
- Ariel Deluxe como el Prof. Amamoto.

1992
- New Dream Hunter Rem: Satsuriku no Mugen Meikyū como Geppetto.

1994
- Key the Metal Idol como Janome Oji.

### Películas
1965
- Uchū Shōnen Soran como Yokugawa.

1989
- Anime Sanjushi: Aramis no Bōken como Bonacieux.
- Sengoku Kidan Yōtōden como Ryoan.

1997
- Karupisu kodomo gekijô furandaasu no inu como el Sr. Jestas.

### Tokusatsu
1971
- Go Go Kamen Rider como Komori-Otoko (Bat Kaijin).
- Kamen Rider como Garagaranda (ep 79), Gokiburi-Otoko (ep 28), Inokabuton (ep 98), Komori-Otoko (Bat Kaijin; eps 2, 13) y Mogurangu (ep 55).

1972
- Kamen Rider tai Jigoku Taishi como Dokumondo, Mimizu-Otoko y Semiminga.
- Kamen Rider tai Shocker como Arumajirokku y Ougon Ookami Otoko.

1974
- Kamen Rider X: Go-nin Rider tai King Dark como Jinkisukan-Kondoru y Tetsuwan-Atorasu.

1980
- Kamen Rider: Hachi-nin Rider tai Ginga-oh como Arumajigu.

### Doblaje
- Chip 'n Dale: Rescue Rangers como Monterey Jack.
- Dinosaurios como Roy Hess.
- Dune como Thufir Hawat.
- Murphy Brown como John.
- Tortugas Ninja Mutantes Adolescentes como Burne Thompson.